# Cúmulo estelar de Coma
El Cúmulo Estelar de Coma (también conocido como Melotte 111) es un cúmulo abierto situado en la parte oeste de la constelación de Coma Berenices, cuyas estrellas más brillantes pueden verse a simple vista al rondar la magnitud aparente 5 y que se ve bien con binoculares.
El cúmulo tiene alrededor de 40 miembros y se halla a una distancia de 288 años luz del Sol, cubriendo un área de aproximadamente 5 grados en el cielo. Su edad se estima en 450 millones de años y su masa en 100 masas solares.
Una de sus estrellas es una enana blanca masiva con alrededor de 0,9 veces la masa del Sol y que pudo empezar su vida con alrededor de 5 masas solares, y sobre la base de su aparente pobreza en enanas rojas se ha propuesto que el cúmulo es mayor de lo que se pensaba, o que puede estar en proceso de desintegración.
No hay que confundir este cúmulo con el Cúmulo de Galaxias de Coma, ni con el cúmulo disperso de galaxias Coma I.